# 山梨県道513号梁川猿橋線
山梨県道513号梁川猿橋線（やまなしけんどう513ごう やながわさるはしせん）は、山梨県大月市を起点・終点とする一般県道である。

## 概要

### 路線データ
- 起点：山梨県大月市梁川町立野
- 終点：山梨県大月市猿橋町猿橋（猿橋小入口交差点＝国道20号交点、山梨県道509号朝日小沢猿橋線終点）

## 通過する自治体
- 山梨県大月市

## 交差・接続する道路
- 国道20号（大月市猿橋町猿橋・猿橋小入口）
- 山梨県道509号朝日小沢猿橋線（同上）

## 周辺
- 猿橋伊良原簡易郵便局
- 大月市立猿橋小学校